# سنوات وسنوات (مسلسل تلفزيوني)
سنوات وسنوات هو مسلسل تلفزيوني درامي بريطاني من إنتاج بي بي سي وإتش بي أو . بدأ البث على بي بي سي الأولى في المملكة المتحدة في 14 مايو 2019   وعلى إتش بي أو في 24 يونيو 2019. 

## القصة
المسلسل المكون من ستة أجزاء يتبع عائلة ليون البريطانية التي تتخذ من مانشستر مقراً لها: دانيال متزوج من رالف وستيفن وسيليست قلقين بشأن أطفالهم ، وتبحث روزي عن شريك جديد ، وإديث تعمل في قضية إنسانية تلو الأخرى. يترأس كل منهم غران ، موريل المستبد. تتقارب حياتهم كلها في ليلة واحدة حاسمة في عام 2019 ، وتتسارع القصة في المستقبل ، متابعين حياة وحب عائلة ليون على مدى السنوات الـ 15 المقبلة حيث تهز بريطانيا التطورات السياسية والاقتصادية والتكنولوجية غير المستقرة. 

## الممثلين والشخصيات

### الأساسية
- راسل توفي بدور دانيال ليونز ، مسؤول الإسكان في مانشستر. شقيق روزي وستيفن و إيديث.
- روري كينير بدور ستيفن ليونز ، مستشار مالي يعيش في لندن مع زوجته سيليست وابنتيهما. وهو أيضًا الأخ الأكبر لكل من إديث ودانيال وروزي.
- تينا ميلر  [لغات أخرى]‏ بدور سيليست بيسمي-ليونز ، محاسبة وزوجة ستيفن.
- روث ماديلي بدور روزي ليونز ، أصغر إخوة ليونز ، التي تعاني من السنسنة المشقوقة . هي أم عزباء ولديها ولدان ، لي ولينكولن ، وتعمل في كافيتريا المدرسة.
- آن ريد في دور موريل ديكون ، جدة أشقاء ليونز.
- جيسيكا هاينز في دور إديث ليونز ، وهي ناشطة سياسية شقيقة ستيفن ودانيال وأخت روزي.
- إيما طومسون في دور فيفيان روك ام بي ، وهي سيدة أعمال جذابة ومثيرة للجدل تحولت إلى سياسية.

### متكرر
- دينو فيتسكر بدور رالف كازنز ، زوج دانيال السابق ، وهو مدرس في مدرسة ابتدائية.
- مكسيم بالدري بدور فيكتور جورايا ، لاجئ أوكراني ، يقيم علاقة رومانسية مع دانيال.
- ليديا ويست في دور بيثاني بيسم ليون ، الابنة الكبرى لستيفن وسيليست.
- Jade Alleyne في دور روبي بيسم-ليونز وابنة ستيفن وسيليست الصغرى.
- شارون دنكان بروستر في دور فران باكستر ، راوية قصص وناشطة وصديقة دانيال. أصبحت فيما بعد شريكة إديث.

## روابط خارجية
- Years and Years at BBC Programmes
- سنوات وسنوات  في قاعدة بيانات الأفلام على الإنترنت (بالإنجليزية)